# Gola Island
Gola Island (iriska: Gabhla) är en ö i republiken Irland.   Den ligger i grevskapet County Donegal och provinsen Ulster, i den norra delen av landet, 240 km nordväst om huvudstaden Dublin.